# I Gatti di Vicolo Miracoli (album 1972)
I Gatti di Vicolo Miracoli è il primo album in studio del gruppo musicale e cabarettistico italiano I Gatti di Vicolo Miracoli pubblicato nel 1972 da Variety.

## Descrizione
Il disco, prodotto da Ezio Leoni e arrangiato da Enrico Intra, è frutto della prima formazione de I Gatti di Vicolo Miracoli capitanata da Gianandrea Gazzola e con la presenza di Spray Mallaby, successivamente entrambi fuoriusciti. La maggior parte delle composizioni sono opera di Gianandrea Gazzola, per alcuni brani coadiuvato da Umberto Smaila o da Arturo Corso.
Inizialmente pubblicato su etichetta Variety in formato LP nel 1972, l'album è stato ristampato in edizione economica dalla Ri-Fi - Penny nel marzo del 1978 in LP e musicassetta (che presenta due tracce invertite rispetto all'edizione su vinile), al momento del successo del gruppo all'interno del programma televisivo Non Stop.

## Tracce
Lato A
1. Michelino – 3:20 (Arturo Corso, Gianandrea Gazzola)
2. L'ultimo fiore – 3:40 (Gianandrea Gazzola)
3. Storia di un lavoratore che rimane vittima delle disgrazie più cattive... – 2:35 (Umberto Smaila - Gianandrea Gazzola)
4. 2 milioni di marchi – 2:40 (Umberto Smaila - Gianandrea Gazzola)
5. Donna Teresa – 2:20 (Gianandrea Gazzola)
6. Il barone Cefalù – 2:50 (Gianandrea Gazzola)

Lato B
1. Vicolo miracoli – 2:09 (Gianandrea Gazzola)
2. I giardini del mare – 2:20 (Gianandrea Gazzola)
3. Sporcami la coscienza Pamela – 1:30 (Umberto Smaila - Gianandrea Gazzola)
4. 15° fanale – 3:03 (Umberto Smaila - Gianandrea Gazzola)
5. Il piccolo naviglio (zibaldone) – 8:09

## Formazione
- Gianandrea Gazzola: chitarra, voce
- Spray Mallaby: voce
- Umberto Smaila: voce
- Nini Salerno: voce
- Jerry Calà: voce

## Edizioni
- 1972 - I Gatti di Vicolo Miracoli (Variety, FST ST 19515, LP)
- 1978 - I Gatti di Vicolo Miracoli (Ri-Fi - Penny,  REL ST 19369, LP)
- 1978 - I Gatti di Vicolo Miracoli (Ri-Fi - Penny,  REM 81293, MC)